# Tangara vitriolina
Tangara vitriolina е вид птица от семейство Тангарови (Thraupidae).

## Разпространение
Видът е разпространен в Еквадор и Колумбия.